# Francesca Chillemi
Pour les articles homonymes, voir Chillemi.
 (juin 2025).
Si vous disposez d'ouvrages ou d'articles de référence ou si vous connaissez des sites web de qualité traitant du thème abordé ici, merci de compléter l'article en donnant les références utiles à sa vérifiabilité et en les liant à la section « Notes et références ».
Francesca Chillemi, née le 25 juillet 1985 à Barcellona Pozzo di Gotto sur l'île de la Sicile en Italie, est une actrice, une présentatrice de télévision et une mannequin italienne, sacrée miss Italie en 2003.

## Biographie
Elle naît à Barcellona Pozzo di Gotto sur l'île de la Sicile en 1985. En 2003, à l'âge de dix-huit ans, elle est sacrée Miss Italie et commence une carrière de mannequin, avant de faire ses débuts à la télévision en 2004 comme actrice et présentatrice.
Comme présentatrice, elle anime pour la Rai 1 plusieurs émissions, comme I raccomandati pendant deux saisons, avec le présentateur Carlo Conti, ou Varietà, Aspettando Miss Italia, Sognando tra le note et Miss Italia: la sfida comincia. Comme actrice, elle participe à deux épisodes de la quatrième saison de la série télévisée Un medico in famiglia.
En 2007, elle intègre la distribution des séries policières Carabinieri et Police maritime (Gente di mare) avec des rôles réguliers. En 2009, elle débute au cinéma en tenant le rôle principal de l'un des épisodes du film Feisbum - Il film et en jouant un petit rôle dans la comédie Cado dalle nubi de Gennaro Nunziante, aux côtés de Checco Zalone et Giulia Michelini. En 2011, elle apparaît dans la mini-série Notte prima degli esami '82 d'Elisabetta Marchetti (it) et intègre le casting de la série Che Dio ci aiuti de Francesco Vicario (it) dans laquelle elle joue le rôle secondaire d'une bonne sœur, et ce jusqu'en 2017. En 2012, elle prend part à deux courtes séries, La figlia del capitano de Giacomo Campiotti et Sposami d'Umberto Marino. En 2013, elle anime la cérémonie de Miss Italie 2013 qui couronne la toscane Giulia Arena.
En 2016, elle intègre le casting de la série télévisée Les Bracelets rouges (Braccialetti rossi) pour la troisième et dernière saison de cette série. L'année suivante, elle est membre du jury lors de la cérémonie de Miss Italie 2017, qui récompense la jeune Alice Rachele Arlanch, et elle est à l'affiche de la comédie de Noël Natale da chef de Neri Parenti.

## Filmographie

### Au cinéma
- 2009 : Feisbum - Il film, épisode Gaymers d'Emanuele Sana : Veridiana
- 2009 : Cado dalle nubi de Gennaro Nunziante : Luisa
- 2010 : La donna della mia vita de Luca Lucini
- 2017 : Natale da chef de Neri Parenti : Laura Micheletti
- 2021 : Reefa de Jessica Kavana Dornbusch : Gabrielle
- 2021 : Una relazione de Stefano Sardo (it) : Nicole Santini
- 2021 : Anima bella de Dario Albertini

### À la télévision

#### Séries télévisées et téléfilms
- 2004 : Un medico in famiglia, saison quatre, deux épisodes
- 2007 – 2008 : Carabinieri
- 2007 : Police maritime (Gente di mare)
- 2008 : Vita da paparazzo de Pier Francesco Pingitore
- 2008 : Commissaire Montalbano (Il commissario Montalbano), saison sept, épisode La Lune de papier (La luna di carta)
- 2008 : Squadra antimafia - Palermo oggi, saison deux, épisodes un, deux et trois
- 2010 : Preferisco il Paradiso de Giacomo Campiotti
- 2011 : Notte prima degli esami '82 d'Elisabetta Marchetti (it)
- 2011 : Fratelli detective, un épisode
- 2011 – 2021 : Che Dio ci aiuti de Mauro Graiani (it) : Azzurra
- 2012 : La figlia del capitano de Giacomo Campiotti
- 2012 : Sposami d'Umberto Marino
- 2014 : La bella e la bestia de Fabrizio Costa
- 2016 : L'ispettore Coliandro, saison cinq, épisode cinq
- 2016 : Les Bracelets rouges (Braccialetti rossi), saison trois
- 2021 : Glow & Darkness de José Luis Moreno et Alejandro Guillermo Roemmers : Alessandra

## Prix et distinctions
- Miss Italie 2003.